# Deutsches Theaterjahrbuch
Das Deutsche Theaterjahrbuch war laut seinem Untertitel „ein bibliographisches und biographisches Handbuch der dramatischen Literatur der Gegenwart für Theater- und Literaturfreunde.“ Das 1892 von Karl Biesendahl herausgegebene Nachschlagewerk erschien 1892 im Verlag der Sortiments- und Verlagsbuchhandlung von Cassirer & Danziger in Berlin.
Das Druckwerk ist in vier Teile untergliedert und behandelt insbesondere die Theatergeschichte des späten 19. Jahrhunderts. Teil 1 umfasst „Theaterhistorisches“, Teil 2 die „Nekrologie des Deutschen Theaters“ des Jahrzehnts von 1881 bis 1891 sowie ein Verzeichnis der dramatischen Neuerscheinungen dieses Jahrzehnts, Teil 3 Biografien der deutschen Dramatiker, dramatischen Komponisten und Bühnenleiter desselben Zeitraumes. Der vierte Teil stellt „die deutschen Theaterstädte“ sowie -zeitschriften und -agenturen vor.
Die Zeitschriftendatenbank erschloss das Druckwerk unter den Sachgruppen Literatur, Rhetorik und Literaturwissenschaft, Theater und Tanz sowie Bibliografien.